# Deutsche Poolbillard-Meisterschaft 2008 (Damen)
Die Deutsche Poolbillard-Meisterschaft 2008 war die 28. Austragung zur Ermittlung der nationalen Meistertitel der Damen in der Billardvariante Poolbillard. Sie wurde im Rahmen der Deutschen Billard-Meisterschaft in der Wandelhalle in Bad Wildungen ausgetragen.
Es wurden die Deutschen Meisterinnen in den Disziplinen 14/1 endlos, 8-Ball, 9-Ball und 8-Ball-Pokal ermittelt.

## Medaillengewinner
| Disziplin    | Gold                        | Silber                                        | Bronze                                  | Bronze                                         |
| ------------ | --------------------------- | --------------------------------------------- | --------------------------------------- | ---------------------------------------------- |
| 14/1 endlos  | Daniela Benz (BSV Weinheim) | Janine Schwan (BC Alsdorf)                    | Diana Stateczny (Barmer Billardfreunde) | Anja Wagner (BC Edenkoben)                     |
| 8-Ball       | Anja Wagner (BC Edenkoben)  | Tina Vogelmann (BSF Kurpfalz)                 | Diana Stateczny (Barmer Billardfreunde) | Wienke Thamsen (PBC Wuppertal Nord/Gelbe Eins) |
| 9-Ball       | Anja Wagner (BC Edenkoben)  | Simone Meinhold (BC Solaris 96 Chemnitz)      | Tina Vogelmann (BSF Kurpfalz)           | Christine Lachenmann (PB Feuerbach)            |
| 8-Ball-Pokal | Anja Wagner (BC Edenkoben)  | Christine Wiechert (BC Schalke Gelsenkirchen) | Simone Künzl (BC Stuttgart)             | Christine Lachenmann (PB Feuerbach)            |

## Modus
Die 32 Spieler, die sich über die Landesmeisterschaften der Billard-Landesverbände qualifiziert haben, spielten zunächst im Doppel-KO-System. Ab dem Viertelfinale wurde im KO-System gespielt.

## Wettbewerbe
Aus Gründen der Übersichtlichkeit werden im Folgenden jeweils nur die 16 bestplatzierten Spieler notiert.

### 14/1 endlos
| Platz | Spieler         | Verein                    |
| ----- | --------------- | ------------------------- |
| 1     | Daniela Benz    | BSV Weinheim              |
| 2     | Janine Schwan   | BC Alsdorf                |
| 3     | Diana Stateczny | Barmer Billardfreunde     |
| 3     | Anja Wagner     | BC Edenkoben              |
| 5     | Tina Vogelmann  | BSF Kurpfalz              |
| 5     | Simone Künzl    | BC Stuttgart              |
| 5     | Simone Meinhold | BC Solaris 96 Chemnitz    |
| 5     | Susanne Bahnsen | BC Pool Devils Kiel       |
| 9     | Susanne Wessel  | Barmer Billardfreunde     |
| 9     | Karin Michl     | BC Diabolo Germering      |
| 9     | Sandra Graw     | BC Alsdorf                |
| 9     | Ina Jentschura  | BSV Essen 98              |
| 13    | Chantal Manske  | BU Mönchengladbach/Kempen |
| 13    | Petra Hillmeier | BC Graffity Kelheim       |
| 13    | Sigrid Glatz    | BC Miesbach               |
| 13    | Jennifer Vietz  | 1. PBC Joker Geldern      |

### 8-Ball
| Platz | Spieler              | Verein                        |
| ----- | -------------------- | ----------------------------- |
| 1     | Anja Wagner          | BC Edenkoben                  |
| 2     | Tina Vogelmann       | BSF Kurpfalz                  |
| 3     | Diana Stateczny      | Barmer Billardfreunde         |
| 3     | Wienke Thamsen       | PBC Wuppertal Nord/Gelbe Eins |
| 5     | Janine Schwan        | BC Alsdorf                    |
| 5     | Ina Jentschura       | BSV Essen 98                  |
| 5     | Nicole Mehren        | BF Mittelrhein Neuwied        |
| 5     | Susanne Wessel       | Barmer Billardfreunde         |
| 9     | Kristina Schagan     | BC Oberhausen                 |
| 9     | Sabrina Fritz        | PBC Lindenhorst 75            |
| 9     | Christine Wiechert   | BC Schalke Gelsenkirchen      |
| 9     | Christina Schneider  | 1. BSV Schwebheim             |
| 13    | Chantal Manske       | BU Mönchengladbach/Kempen     |
| 13    | Michaela Frommold    | BC Colours Benrath            |
| 13    | Christine Lachenmann | PB Feuerbach                  |
| 13    | Sabine Kamplade      | 1. BSG Hannover               |

### 9-Ball
| Platz | Spieler              | Verein                    |
| ----- | -------------------- | ------------------------- |
| 1     | Anja Wagner          | BC Edenkoben              |
| 2     | Simone Meinhold      | BC Solaris 96 Chemnitz    |
| 3     | Tina Vogelmann       | BSF Kurpfalz              |
| 3     | Christine Lachenmann | PB Feuerbach              |
| 5     | Diana Stateczny      | Barmer Billardfreunde     |
| 5     | Jeannine Hendler     | PBC Joker Kamp-Lintfort   |
| 5     | Chantal Manske       | BU Mönchengladbach/Kempen |
| 5     | Janine Schwan        | BC Alsdorf                |
| 9     | Meike Gerlach        | 1. PBC Braunschweig       |
| 9     | Isabelle Krafczyk    | Astoria Walldorf          |
| 9     | Susanne Wessel       | Barmer Billardfreunde     |
| 9     | Daniela Benz         | BSV Weinheim              |
| 13    | Nadine Giannotti     | BC Dissen                 |
| 13    | Andrea Schick        | BV Fortuna Straubing      |
| 13    | Kim Witzel           | BC Oberhausen             |
| 13    | Christine Wiechert   | BC Schalke Gelsenkirchen  |